# Caligula
Gaius Cæsar Augustus Germanicus (31. august 12 – 24./25. januar 41 e.Kr.) er kendt som Caligula (latin: "lille soldaterstøvle" diminutiv af caliga). Han var romersk kejser.
Han var søn af feltherren Germanicus kejser Tiberius' populære nevø og Agrippina den Ældre (Augustus' barnebarn). Han voksede op i felten hos faderen, hvad der gav ham det militante tilnavn. Som én af meget få af sin familie overlevede han Tiberius' forfølgelser og blev adopteret af ham. Med prætorianergardens hjælp fik han magten efter kejserens død og blev modtaget med velvilje af befolkningen.
Hans tre år, fire måneder og otte dages regering blev en katastrofe. Han skildres som en grusom, blodtørstig og nærmest vanvittig despot, der med sin ødselhed fik ødelagt statens finanser. Styret prægedes af terror og vilkårlige retssager. År 39 e.Kr. foretog han et helt resultatløst felttog til Frankrig, hvorunder han fik sine soldater til at samle strandskaller som "krigsfanger". Han blev myrdet i januar 41 af officerer fra prætorianergarden, hvis leder han havde fornærmet. Det var Cassius Charea, der jog sit sværd igennem kejseren. Et blodbad udryddede en stor del af hans familie, og hans onkel Claudius blev sat på tronen.

## Barndom
Caligula blev født i Antium, omkring 50 km syd fra Rom, den 31. august 12 e.Kr., han var den tredje af seks overlevende børn af Germanicus og hans kone og grandkusine, Agrippina den Ældre. Germanicus var barnebarn af Mark Antony, og Agrippina var datter af Marcus Vipsanius Agrippa og Julia den Ældre, hvilket gjorde hende til, tidligere romerisk kejser Augustus' barnebarn. Den fremtidige kejser Claudius var Caligulas farbror. Caligula havde to ældre brødre, Nero og Drusus, og tre yngre søstre, Agrippina den yngre, Julia Drusilla og Julia Livilla. I en alder af to eller tre fulgte han sin far, Germanicus, på felttog i det nordlige Germanien. Han bar en miniature soldaterdragt, som hans mor havde udtænkt for at underholde tropperne, inklusive hærstøvler (caligae) og rustninger. [Nogle historikere mener, at hans mor Agrippina, valgte opstillingen for at understrege sin families kejserlige stamtavle.] Enten kærligt eller hånende kaldte Germanicus' tropper derfor drengen "Caligula", hvilket betyder "Små støvler" eller "støvler". Det antages, at han ville have nydt opmærksomheden fra soldaterne, for hvem han var noget af en maskot, selvom han senere voksede til at ikke kunne lide kaldenavnet.
Caligula's far Germanicus var en respekteret, en umådeligt populær skikkelse blandt sine tropper og romerske civile af enhver klasse, og det forventedes, at han til sidst skulle efterfølge sin onkel Tiberius som kejser. For sine vellykkede nordlige kampagner blev han tildelt den store ære for en triumf. Under triumftoget gennem Rom delte Caligula og hans søskende deres fars vogn og bifald fra befolkningen. Et par måneder senere blev Germanicus sendt ud for at turnere Roms allierede byer og provinser med sin familie. De blev modtaget med stor ære; på Assos holdt Caligula en offentlig tale, kun 6 år gammel. Et eller andet sted undervejs pådrog Germanicus, hvad der viste sig at være en dødelig sygdom. Han dvælede et stykke tid og døde i Antiochia, Syrien, i 19 AD, kun 33 år gammel, overbevist om, at han var blevet forgiftet af provinsguvernøren, Gnaius Calpurnius Piso. Mange troede, han blev dræbt på Tiberius' ordre, fordi han var en potentiel rival.
Germanicus blev kremeret, og hans aske blev ført til Rom, eskorteret af hans kone og børn, Pretorianske vagter, civile sørgende og senatorer, derefter placeret i Augustus' mausoleum. Caligula boede sammen med sin mor Agrippina i Rom, i et miljø meget anderledes end hans tidligere år. Agrippina lagde ikke skjul på sine kejserlige ambitioner for sig selv og sine sønner, og som følge heraf forværredes hendes forhold til Tiberius hurtigt. Tiberius mente sig selv under konstant trussel fra forræderi, sammensværgelse og politisk rivalisering. Han forbød Agrippina at gifte sig igen, af frygt for at et nyt ægteskab ville tjene hendes personlige ambition, og introducere endnu en trussel mod ham selv. De sidste år af Tiberius' regeringstid var domineret af forræderiprocesser, hvis udfald blev bestemt ved senatorernes afstemning. Under disse 'retssager', dræbte Tiberius op mod 10.000 mennesker, både senatorer og deres familiemedlemmer. Dog kan antallet af dødsstraffe også være så lavt som 50. 
Agrippina og Caligulas bror Nero Caesar [ikke den senere kejser Nero] blev retsforfulgt og forvist i år 29 på anklager om forræderi. Den unge Caligula blev sendt for at bo hos sin oldemor (Tiberius' mor), Livia. Efter hendes død to år senere, blev han sendt til at bo hos sin bedstemor Antonia Minor. I år 30 erklærede Tiberius Caligulas brødre, Nero Caesar og Drusus, fjender af senatet, og fik dem forvist. Caligula og hans tre søstre forblev i Italien som gidsler af Tiberius, holdt under nøje overvågning.